# Sophie Vercruysse
Pour les articles homonymes, voir Vercruysse.
Sophie Vercruysse est une monteuse de films avec, à l'horizon 2024, plus d'une trentaine de génériques de films. Elle a reçu le prix Magritte du meilleur montage pour son travail dans À perdre la raison (2012) et pour le montage à quatre mains du film Le syndrome des amours passées (2024).
Ses crédits d'édition incluent également Nue Propriété (2006), Élève libre (2008), Les Chevaliers blancs (2015), Baden Baden (2016), Souvenir (2016), Une vie démente (2020), Mon légionnaire (2021) et Le syndrome des amours passées (2023).

## Filmographie partielle

### Au cinéma
- 2004 : Folie privée
- 2004 : Deux
- 2005 : Le Vœu d'éternité (court métrage)
- 2006 : Ça rend heureux
- 2006 : Nue Propriété
- 2008 : Élève libre
- 2008 : Dimanche soir
- 2009 : Menteur
- 2010 : Avant les mots (court métrage)
- 2010 : Putain Lapin (court métrage)
- 2010 : Histoire du Burundi
- 2010 : Kafka au Congo
- 2011 : Murder in Kinshasa
- 2012 : À perdre la raison
- 2013 : Partouze (court métrage)
- 2013 : The Stranger (court métrage)
- 2015 :  Les Brigands
- 2015 : Mammejong
- 2015 : Les Chevaliers blancs
- 2016 : Caravane Touareg (documentaire)
- 2016 : Baden Baden
- 2016 : Souvenir
- 2018 : Fortuna
- 2018 : Ceux qui travaillent
- 2018 : Garçon (court métrage)
- 2019 : La nuit, elle ment (court métrage)
- 2019 : Le fantôme de Spandau (documentaire)
- 2020 : Des choses en commun
- 2020 : Le Parfum des Mains Blanches (court métrage)
- 2020 : Une vie démente
- 2021 : Mon légionnaire
- 2021 : #SalePute (documentaire)
- 2022 : My Paper Life (documentaire)
- 2023 : Hawar nos enfants bannis  (documentaire)
- 2023 : Le Syndrome des amours passées

### À la télévision
- 2021 : La Vie en face (série télévisée, 1 épisode)
- 2022 : Des gens bien (série télévisée, 6 épisodes)

## Récompenses et distinctions
- 2012 - Prix Magritte du meilleur montage pour À perdre la raison.
- 2024 - Prix Magritte du meilleur montage pour Le syndrome des amours passées.

- (en) Sophie Vercruysse: Awards, sur l'Internet Movie Database